# Liste der Kulturdenkmale in Ahrenviöl
In der Liste der Kulturdenkmale in Ahrenviöl sind alle Kulturdenkmale der schleswig-holsteinischen Gemeinde Ahrenviöl (Kreis Nordfriesland) aufgelistet (Stand: 10. März 2025).

## Legende
In den Spalten befinden sich folgende Informationen:
- Objekt-ID: die Nummer des Kulturdenkmales
- Lage: die Adresse des Kulturdenkmales und die geographischen Koordinaten. Kartenansicht, um Koordinaten zu setzen. In der Kartenansicht sind Kulturdenkmale ohne Koordinaten mit einem roten Marker dargestellt und können in der Karte gesetzt werden. Kulturdenkmale ohne Bild sind mit einem blauen Marker gekennzeichnet, Kulturdenkmale mit Bild mit einem grünen Marker.
- Offizielle Bezeichnung: Bezeichnung des Kulturdenkmales
- Beschreibung: die Beschreibung des Kulturdenkmales
- Bild: ein Bild des Kulturdenkmales

## Bauliche Anlagen
| Objekt-ID     | Lage                                             | Offizielle Bezeichnung | Beschreibung | Bild |
| ------------- | ------------------------------------------------ | ---------------------- | --- | ---- |
| 5935 Wikidata | Raiffeisenstraße 1 (54° 31′ 47″ N, 9° 12′ 22″ O) | Bauernhof              | Bauernhof; 1882; eingeschossiges, traufständiges Wohngebäude aus Backstein unter Reetdach mit mittigem Zwerchhaus, rückwärtiger Stallflügel unter pfannengedecktem Mansarddach mit Schopf - Begründung: geschichtlich, städtebaulich, Kulturlandschaft prägend - Schutzumfang: gesamtes Objekt - Denkmaltyp: Bauliche Anlage | BW   |

## Quelle
- Liste der Kulturdenkmale in Schleswig-Holstein – Kreis Nordfriesland (PDF)

- Karte mit allen Koordinaten:
- OSM |
- WikiMap